# Parijs-Tours voor beloften 2024
De 82e editie van de wielerwedstrijd Parijs-Tours voor beloften vond plaats op 6 oktober 2024. De wedstrijd startte in Bonneval en finishte 178,9 kilometer later in Tours. De wedstrijd maakte deel uit van de UCI Europe Tour, met de categorie 1.2U. Door die categorie was de wedstrijd enkel toegankelijk voor beloften. De Fransman Antoine L'Hote won, voor de Deen Pelle Køster en Halvor Dolven uit Noorwegen. Later op de dag won Christophe Laporte de wedstrijd voor eliterenners.

## Uitslag
| Plaats  | Naam                 | Ploeg                            | Tijd     |
| ------- | -------------------- | -------------------------------- | -------- |
| Winnaar | Antoine L'Hote       | Decathlon AG2R La Mondiale Dev.  | 4u08'57" |
| 2       | Pelle Køster         | ColoQuick                        | + 11"    |
| 3       | Halvor Dolven        | Uno-X Mobility Dev.              | + 21"    |
| 4       | Tars Poelvoorde      | Lotto Dstny Dev.                 | z.t.     |
| 5       | William Graff        | Wanty-ReUz-Technord              | z.t.     |
| 6       | Oliver Peace         | Dev. dsm-firmenich PostNL        | z.t.     |
| 7       | Victor Loulergue     | Bourg-en-Bresse Ain              | + 24"    |
| 8       | Mads Landbo          | Uno-X Mobility Dev.              | + 51"    |
| 9       | Noah Hobbs           | Conti. Groupama-FDJ              | z.t.     |
| 10      | Liam Van Bylen       | Lotto Dstny Dev.                 | z.t.     |
| 11      | Lewis Bower          | Conti. Groupama-FDJ              | z.t.     |
| 12      | Jesse Kramer         | Visma \| Lease a Bike Dev.       | z.t.     |
| 13      | Tobias Müller        | Rad-Net Oßwald                   | z.t.     |
| 14      | Pau Martí            | Israel Premier Tech Acad.        | z.t.     |
| 15      | Giosuè Epis          | Arkéa-B&B Hotels Conti.          | z.t.     |
| 16      | Niklas Behrens       | Lidl-Trek Future                 | z.t.     |
| 17      | Tim Torn Teutenberg  | Lidl-Trek Future                 | z.t.     |
| 18      | Leander Van Hautegem | Soudal Quick-Step Dev.           | z.t.     |
| 19      | Noa Isidore          | Decathlon AG2R La Mondiale Dev.  | z.t.     |
| 20      | Corentin Devroute    | SCO Dijon-Team Matériel-Velo.com | z.t.     |